# Тишрин (футбольный клуб)
«Тишрин» — сирийский футбольный клуб из Латакии. Основан в 1946 году. Выступает в чемпионате Сирии. Домашней ареной клуба является стадион «Аль-Базил», вмещающий 35 тысяч человек. Клубные цвета: красный и жёлтый.

## История
Клуб был основан в 1946 году под названием «Аль-Кадисия». В 1976 году он объединился с «Нахдой», после чего получил своё нынешнее имя — «Тишрин». Впервые команда стала чемпионом Сирии в сезоне 1981/82, затем повторила этот успех в 1996/97. Спустя 23 года, во время гражданской войны в Сирии, «Тишрин» снова завоевал титул, оформив три победы подряд в сезонах 2019/20, 2020/21 и 2021/22.

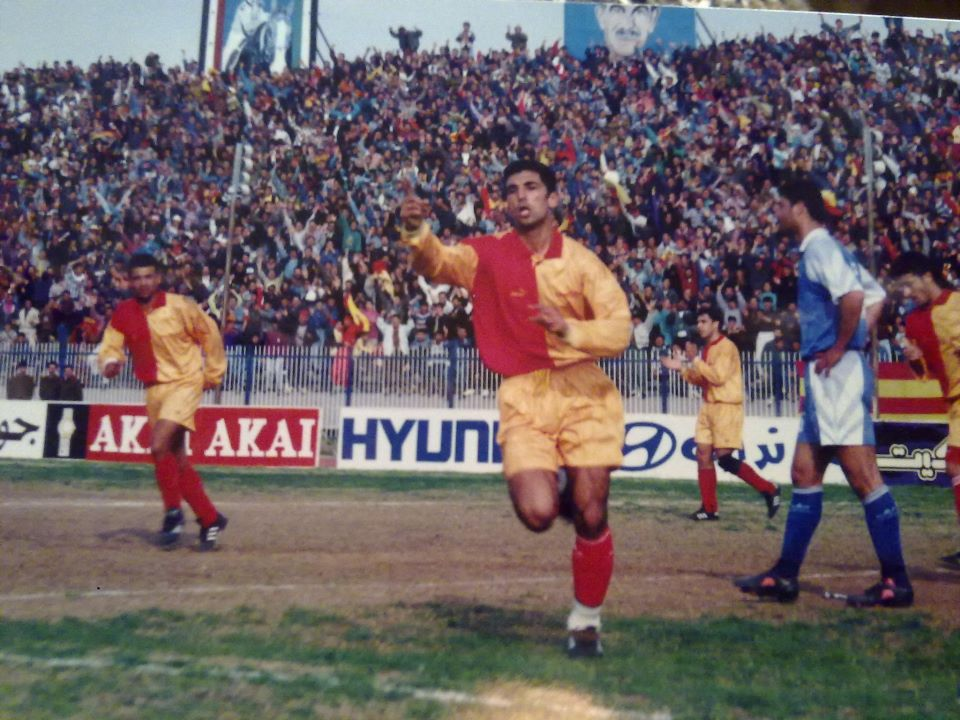
Хазем Харба во время выступлений за «Тишрин»

Перед тем как выиграть свой первый Кубок Сирии в 2023 году, клуб четырежды доходил до финала турнира — в 1978, 1988, 2004 и 2006 годах. Также в его активе два трофея Суперкубка Сирии, завоёванные в 1982 и 2021 годах.
На международной арене «Тишрин» дебютировал в 2002 году в Кубке обладателей кубков Азии, где уступил «Аль-Хилялю» из Саудовской Аравии (3:4 по сумме двух матчей). В 2021 и 2022 годах команда участвовала в групповой стадии Кубка АФК. Также «Тишрин» в сезонах 2004/05 и 2022/23 играл в Арабской лиге чемпионов.
На Кубке Азии 2019 года в составе сборной Сирии выступал игрок «Тешрина» Надим Сабах, а в 2023 году честь клуба на турнире представлял Ибрахим Альма. В разные годы за «Тешрин» выступали иностранные футболисты, среди которых, в частности, были Гай Клод Эйике (Камерун), Худа Муяба (Малави), Идрисса Траоре (Мали), Аликем Сегбефия (Того), Али Джавад Исмаил (Ирак) и Али Аль-Ноно (Йемен).

## Достижения
Чемпионат Сирии по футболу:
- Первое место: 1982, 1997, 2019/20, 2020/21, 2021/22
- Второе место: 2016/17, 2018/19

Кубок Сирии по футболу:
- Первое место: 2023
- Второе место: 1973, 1978, 1988, 2004, 2006

Суперкубок Сирии по футболу:
- Первое место: 1982
- Второе место: 2020

## Международные выступления
| Сезон | Турнир                        | Этап   | Соперник               | Дома | Гости | Общий   |
| ----- | ----------------------------- | ------ | ---------------------- | ---- | ----- | ------- |
| 2002  | Кубок обладателей кубков Азии | первый | Аль-Хиляль (Эр-Рияд)   | 1-1  | 2-3   | 3-4     |
| 2021  | Кубок АФК                     | группа | Аль-Кувейт             | 3-3  | —     | 3 место |
| 2021  | Кубок АФК                     | группа | Аль-Фейсали (Амман)    | —    | 0-1   | 3 место |
| 2021  | Кубок АФК                     | группа | Марказ Шабаб Аль-Амари | 5-1  | —     | 3 место |
| 2022  | Кубок АФК                     | группа | Ист Риффа              | 2-2  | —     | 2 место |
| 2022  | Кубок АФК                     | группа | Аль-Неймех             | 3-1  | —     | 2 место |
| 2022  | Кубок АФК                     | группа | Хиляль Аль-Кудс        | 0-0  | —     | 2 место |